# Elías M. Soto
Elías Mauricio Soto Uribe (Cúcuta, 22 de septiembre de 1858 - 11 de octubre de 1944) fue un músico y compositor colombiano. Es conocido especialmente por ser el compositor de las Brisas del Pamplonita, reconocida a nivel nacional y patrimonio inmaterial e himno regional de la ciudad de Cúcuta, y el departamento de Norte de Santander.

## Historia
Siendo niño quedó huérfano y con sus hermanos María y Marco Antonio fueron ayudados por Juan Antonio Angel, un gran amigo de la familia, quien era el organista y sacristán de la Iglesia de San Antonio. Juan de Dios Bustamante y Julio Rueda, maestros de la escuela en donde Elías M. Soto aprendió sus primeras letras, lo encaminaron por el solfeo y el piano. En ocasiones reemplazó a Juan Antonio Ángel en la iglesia. Después, se desempeñó como el "cantor" de la Catedral de Cúcuta y en la Capilla de El Carmen, contigua al Hospital San Juan de Dios (hoy, Biblioteca Pública Julio Pérez Ferrero). Se casó con María Elisa Ramírez Matamoros, en 1894, matrimonio del cual nacieron 7 hijos, de los cuales, Carmen, fue la que heredó su talento musical. 
El maestro interpretaba violín, corneta, bajo y piano. Como pianista integró la "Sociedad Filarmónica de Cúcuta", junto con su hermano Marcos y otros grandes músicos de la época. En 1918, dirigió las bandas del Batallón "Tiradores", del regimiento Santander, acantonado en Cúcuta; y la de músicos del departamento. En 1931, lo reemplazó al maestro José Rozo Contreras. Su numerosa y variada composición musical incluye bambucos, pasillos, valses, himnos escolares y religiosos, marchas fúnebres y patrióticas. De su obra solo tuvo trascendencia nacional Las Brisas del Pamplonita. Su esposa María Elisa Ramírez Matamoros, tras la muerte del maestro presentó en el Registro Nacional de Propiedad Intelectual, en Bogotá, 59 de sus principales composiciones. Fue el autor, entre otros, de los himnos a la heroína nortesantandereana Mercedes Ábrego, al regimiento Santander y a la antigua Escuela Normal de Varones de Cúcuta.
Era un hombre alto, erguido, de rostro risueño, y bondadoso; de cantar suave y alegre, de finos y artísticos ademanes, pulcro en el vestir y amable y cordial con todos. Perteneció a una generación de hombres buenos que tuvieron por norma una vida decorosa y ejemplarizante virtud, dejando en cada uno de los cargos desempeñados la huella de su dignidad, de su inteligencia, de su conducta irreprochable y de su fiel compañerismo.

## Las Brisas del Pamplonita
Esta composición musical no fue el resultado de un encargo al maestro, sino de creación libre, según su hija Carmen Soto de Ramírez, quien manifestó que "Papá siempre dedicó su obra a mamá. Las Brisas del Pamplonita la compuso a raíz de un disgusto con ella, en la época del noviazgo".
Inicialmente, era para piano. Al poco tiempo, le introdujo instrumentación para la banda "El Progreso", otro de sus grandes amores. La letra del bambuco "Las Brisas del Pamplonita", es del poeta Roberto Irwin Vale.

## Homenajes y reconocimientos
- En 1936, la Alcaldía de Cúcuta le confirió en gesto de gratitud la "Lira de Oro".
- En 1943, el Consejo de Cúcuta le otorgó la medalla al "Mérito Ciudadano", en reconocimiento al invaluable aporte como compositor.
- Puente Elías M. Soto, el cual atraviesa el río Pamplonita, a la altura de la Diagonal Santander con la glorieta de San Mateo.
- Parque Elías M. Soto, en cuyo centro está el busto del maestro, en la Diagonal Santander, metros antes del puente que lleva su nombre.